# Albert Grossman
Albert Grossman (21. května 1926 – 25. ledna 1986) byl americký hudební manažer. V roce 1956 spoluzaložil hudební klub Gate of Horn v rodném Chicagu, v němž svou kariéru zahájil například hudebník Roger McGuinn. Grossman se postupem času stal manažerem několika hudebníků, kteří v klubu vystupovali. V roce 1959 se podílel na vzniku Newportského folkového festivalu. V roce 1961 dal dohromady tři zpěváky, kteří začali vystupovat jako Peter, Paul and Mary a již s prvním albem se jim dostalo úspěchu v podobě umístění na první příčce hitparády Billboard 200. Mezi další hudebníky, jimž dělal manažera, patří například Bob Dylan, Gordon Lightfoot, Richie Havens a Janis Joplin. V roce 1969 otevřel nahrávací studio nazvané Bearsville Studios a nedlouho poté založil vlastní hudební vydavatelství pojmenované Bearsville Records. Zemřel na infarkt myokardu ve věku 59 let na palubě letadla, ve kterém cestoval z USA do Evropy.